# النمار (القفر)

تعديل مصدري - تعديل

النمار هي إحدى قرى عزلة النخلة بمديرية القفر التابعة لمحافظة إب، بلغ تعداد سكانها 467 نسمة حسب تعداد اليمن لعام 2004.